# Eke
Die Eke – auch als Bremer Eke bezeichnet – war vor allem im 14. und 15. Jahrhundert die Bezeichnung für ein häufig eingesetztes Binnenschiff aus Eiche (Plattdeutsch Eke), das auf der Weser vor allem auf der Ober- und Mittelweser eingesetzt wurde.

## Konstruktion und Transportgut
Das längliche Lastschiff hatte einen flachen Boden ohne Kiel mit Längsspanten. So konnten Eken bei geringen Wassertiefen eingesetzt werden. Sie hatten oft eine flache Überdachung zum Regenschutz der Ware und der Besatzung. Die Binnenschiffe wurden mit langen Stangen gestakt oder durch Menschen bzw. Zugtiere getreidelt.
Transportiert wurden bei der Talfahrt (also Weser abwärts) unter anderem Steine – vor allem der Obernkirchener Sandstein, Eisenerz, Bauholz, Getreide und bei der Bergfahrt ins Landesinnere Fische, Butter, Käse, Talg, Tuche, Vieh, Torf etc. Auch Menschen fuhren mit der Eke.

## Die Eke in der Chronik
Von Eken berichteten die Bremer Chroniken und Urkunden sowie die Kundige Rulle von 1450 und 1489, die auch den Ekemann als Schiffsführer kennzeichnet. Im 1303 erstmals kodifizierten Bremer Stadtrecht fanden sich detaillierte Bau- und Größenvorschriften für Eken in zwei Größenklassen: Die kleinere Eke hatte zunächst eine Länge von 4 bis 5 Meter, eine Bodenbreite um die 1,50 Meter (2 Ellen) und eine Bordwandhöhe von maximal 1 Fuß (0,29 Meter) über der Wasserlinie. Die große Eke war zunächst 10 bis 12 Meter lang, 3 bis 4 Meter breit (um 5 Ellen) hatte 2 Plankengänge über der Wasserlinie. Später wurden die Eken deutlich länger.
In Bremen gebaute Eken durften gemäß der Kundigen Rolle nicht an Fremde weiterverkauft werden. Auswärtige Eken, die den Bremer Maßangaben nicht entsprachen, durften nicht eingeführt werden.
Auch in der Bremer Zollrolle aus dem späten 14. Jahrhundert standen Vorschriften für den zu zahlenden Zoll, der auf „veer penninghe“ festgelegt war und für Einbäume auf zwei Pfennige. Die Zollstelle befand sich nach der Kundigen Rolle an der Weserbrücke in Bremen beim Fährgatt.
Eine Ratsverordnung von 1399 schrieb vor, dass die Eken ihre Liegeplätze in der Balge nur in begründeten Ausnahmefällen länger als drei Tage und Nächte einnehmen durften.
Auch bei kriegerischen Auseinandersetzungen wurden Eken zum Beispiel 1358/59 bei der Belagerung gegen die Grafschaft Hoya bei der Hoyaer Fehde eingesetzt. Später wurden die Eken von den größeren Weserkähnen mit Mast und Segel abgelöst.

## Fund einer Eke
Im April 1963 wurde bei Hafenausbauten in Bremen am Groden bei Seehausen ein Holzboot gefunden. Es handelte sich um eine kleine Eke, die nur zirka 9 Meter lang und um 1,40 bis 1,50 Meter breit war und aus 5 cm dicken Bordwandbohlen bestand, die durch Spanten miteinander verbunden waren. Als Bodenplanken dienten zwei ausgehöhlte Baumstämme. Da das Boot keine Ruderdollen aufwies, kann angenommen werden, dass es gestakt wurde. Diese Eke wird im Deutschen Schifffahrtsmuseum in Bremerhaven ausgestellt.

## Andere Bezeichnungen
Es gab für solche oder ähnliche Lastschiffe auch die Bezeichnungen wie
- Bording für ein flachbodiges Leichterfahrzeug
- Bukke oder Bockschiff für flachbodige Lastschiffe aus Eichenholz, die um die 27 Meter lang und zirka 3,80 Meter breit war sowie
- Bulle (von Bohlen), für etwas kleinere bis 30 Meter lange und zirka 3 Meter breite, ähnliche Lastschiffe, die zumeist an ein Bockschiff angehängt wurden.